# Paulina Dziopa
Paulina Dziopa (ur. 9 września 1998) – polska judoczka. Czterokrotna medalistka zawodów Pucharu Europy juniorek: złota (Leibnitz 2018), srebrna (Gdynia 2018) i dwukrotna brązowa (Gdynia 2017, Sarajewo 2018). Trzykrotna brązowa medalistka mistrzostw Polski seniorek (2016 i 2017 w kat. do 78 kg, 2018 w kat. powyżej 78 kg). Ponadto m.in. dwukrotna mistrzyni Polski juniorów (2017, 2018).